# Elena Gigli
Elena Gigli, född 9 juli 1985 i Empoli, är en italiensk vattenpolomålvakt. Hon har ingått i Italiens damlandslag i vattenpolo vid olympiska sommarspelen 2004, 2008 och 2012.
Gigli tog OS-guld i damernas vattenpoloturnering i samband med de olympiska vattenpolotävlingarna 2004 i Aten.